# Hrabstwo Boone (Indiana)

Piramida wieku hrabstwa

Hrabstwo Boone (ang. Boone County) – hrabstwo w stanie Indiana w Stanach Zjednoczonych.

## Geografia
Według spisu z 2010 roku obszar całkowity hrabstwa obejmuje powierzchnię 423,25 mili2 (1096,21 km²), z czego 422,91 mili2 (1095,33 km²) stanowią lądy, a 0,34 mili2 (0,88 km²) stanowią wody. Według szacunków United States Census Bureau w roku 2012 miało 58 944 mieszkańców. Jego siedzibą administracyjną jest Lebanon.

### Miasta
- Advance
- Jamestown
- Lebanon
- Thorntown
- Ulen
- Whitestown
- Zionsville